# Зірчата область

Зірчата область відносно точки

Кільце не є зірчатою областю

Зірчата область, відносно фіксованої точки {\displaystyle x_{0}} — область {\displaystyle D} евклідового простору, {\displaystyle \mathbb {R} ^{n},} така, що відрізок, що сполучає довільну точку області {\displaystyle D} з точкою {\displaystyle x_{0}}, цілком належить цій області.
Формально, область {\displaystyle D\subseteq \mathbb {R} ^{n}} називається зірчатою щодо точки {\displaystyle x_{0}\in D} якщо для всіх точок {\displaystyle x\in D} відрізок
{\displaystyle [x_{0}\,x]=\left\{x_{0}+t(x-x_{0})\;\colon \;t\in [0,1]\right\}}
повністю належить {\displaystyle D}.

## Приклади
- Довільна лінія або площина в {\displaystyle \mathbb {R} ^{n}} є зірчатою областю.
- Довільна опукла область є зірчатою.
- Область є опуклою тоді і тільки тоді, коли вона є зірчатою відносно кожної своєї точки.
- Якщо A є множиною в {\displaystyle \mathbb {R} ^{n}}, то множина {\displaystyle B=\{ta:a\in A,t\in [0,1]\}} є зірчастою щодо початку координат.

## Властивості
- Зірчаста область є стягуваною множиною, зокрема вона є однозв'язною.
- Непуста відкрита зірчата область {\displaystyle D\subseteq \mathbb {R} ^{n}} є дифеоморфною {\displaystyle \mathbb {R} ^{n}.}
- Непуста множина {\displaystyle D\subseteq \mathbb {R} ^{n}} є зірчатою щодо точки  {\displaystyle x_{0}} тоді і тільки тоді коли її образ при перетворенні гомотетії з центром в точці {\displaystyle x_{0}} і коефіцієнтом t є підмножиною {\displaystyle D}  для всіх {\displaystyle t\in \left[0,1\right]}.
- Підмножина {\displaystyle D} дійсного векторного простору {\displaystyle E} є зірчатою щодо точки {\displaystyle 0} тоді і тільки тоді коли існує функція {\displaystyle p:E\to \left[0,+\infty \right]} для якої {\displaystyle \forall t\in \left[0,+\infty \right[\quad \forall x\in E\quad p(tx)=tp(x)}, (приймається {\displaystyle 0\times \infty =0}) і також {\displaystyle \{x\in E\mid p(x)<1\}\subset D\subset \{x\in E\mid p(x)\leqslant 1\}}. Для відкритої множини {\displaystyle D=\{x\in E\mid p(x)<1\},} для замкнутої {\displaystyle D=\{x\in E\mid p(x)\leqslant 1\},}  Ця функція є функціоналом Мінковського множини {\displaystyle D} : {\displaystyle \forall x\in E\quad p(x)=\inf {\{\lambda >0\mid x\in \lambda D\}}}. Зірчаста область щодо точки {\displaystyle 0} є обмеженою тоді і тільки тоді коли {\displaystyle p(x)>0,\quad x\in D,\;x\not =0.} Вона є опуклою якщо {\displaystyle p(x+y)\leqslant p(x)+p(y).}